# Hannah Ammerman
Hannah Ammerman (* 26. Juni 2000 in Parker) ist eine US-amerikanische Volleyballspielerin.

## Karriere
Ammerman begann ihre Karriere an der Chapparal High School. Von 2018 bis 2022 studierte sie an der University of Colorado Colorado Springs und spielte in der Universitätsmannschaft Mountain Lions. Nach ihrem Studium war sie in der Saison 2022/23 beim schwedischen Verein Örebro VBS aktiv. Anschließend wechselte sie nach Portugal zu Kairos Ponta Delgada. Mit dem Verein spielte sie 2023/24 im Challenge Cup. 2025 wurde Ammerman vom deutschen Erstliga-Aufsteiger ETV Hamburg verpflichtet.

## Privates
Ammerman stammt aus einer sportlichen Familie. Ihre Schwester Sarah Ammerman spielte u. a. für den Bundesligisten VT Aurubis Hamburg. Ihr Bruder Ryan Ammerman war US-amerikanischer Nationalspieler. Der andere Bruder Dalton Ammerman und die Cousine Nicole Dalton spielten College-Volleyball. Der Cousin Hayden Dalton ist Basketball-Profi.